# Karl Beckh
Karl Philipp Friedrich Beckh (* 14. Juni 1770 in Göppingen; † 2. Januar 1860 in Tuttlingen) war Abgeordneter im württembergischen Landtag als Vertreter des Oberamts Tuttlingen.

## Leben
Karl Beckh arbeitete als Kaufmann in Tuttlingen (Schwarzwaldkreis). Von 1799 bis 1822 war er Bürgermeister der Stadt Tuttlingen. Mit der Wahl 1815 wurde er Mitglied der ersten Versammlung der Württembergischen Landstände. Auch bei der Wahl vier Jahre später konnte Beckh sind durchsetzen. 1825 wurde er durch Ernst August Friedrich Rechfuß abgelöst.